# Ceretto Lomellina
Ceretto Lomellina är en ort och kommun i provinsen Pavia i regionen Lombardiet i Italien. Kommunen hade 188 invånare (2018).